# Norn
Norn er et uddødt vestnordisk sprog, som indtil 1800-tallet taltes på Orkneyøerne, Shetlandsøerne og i vikingetiden og den tidlige middelalder på Hebriderne (ca. 800-1200) og omkring Caithness på det skotske fastland.
Ligesom islandsk og færøsk udviklede norn sig fra de vestnorske dialekter som vikingetidens nybyggere – der formentlig primært kom fra Vestnorge – førte med sig, da de indvandrede på de nordatlantiske øer i 800-tallet. På Shetlandsøerne fortrængtes norn fra 1500-tallet langsomt af lavlandsskotsk, men sproget taltes helt til 1800-tallet, omend det snarere uddøde i begyndelsen af dette århundrede end i slutningen. Den skotske dialekt på Orkney- og Shetlandsøerne er stadig præget af substrat af det nordiske sprog i ordforråd og intonation.

## Jakobsens undersøgelse af shetlands-norn
Den færøske filolog Jakob Jakobsen opholdt sig i 1893-95 på Shetlandsøerne for at indsamle rester af sproget. Det var uddødt mindst en generation tidligere. At en del af ordforrådet levede videre i et andet sprog, betyder, at en beskrivelse af norns grammatik og fonemsystem er en rekonstruktion (markeret med *).

### Konsonanter
Jakobsens data viser, at sprogets fonologi står tættere på norske dialekter end på færøsk. Oldnordisk ð og g (dvs. */ɣ/) mellem vokaler "hærdes" oftest til */d/ og */g/ som i norsk, modsat færøsk, hvor de bortfalder i udtalen. Dog har norn også mange tilfælde af bortfald af ð, ligesom det synes bevaret som */ð/ i de sydligste dialekter.
Samtidig udviser shetlandsnorn klusilsvækkelse af oldnordisk p, t, k til */b/, /d/, /g/ efter lang vokal ligesom dialekterne på Norges sydkyst (en proces, der er gået videre omkring Kattegat og er særligt fremskreden i Danmark). I denne stilling er der altså sammenfald mellem oldnordisk t og ð i */d/ samt mellem oldnordisk k og g (*/ɣ/) i */g/. Jakobsens undersøgelse viser også tydelige paralleller mellem ordforrådet på Shetland og Norges sydkyst mellem Stavanger og Telemark.
Norn synes ikke at have palatalisering eller yderligere fremskydning af /k/ og /g/ foran fortungevokaler, som norsk og færøsk har, og det hører hermed til de sprogformer i Nordens periferi, som bevarer disse lukkelyde uændret fra oldnordisk.
Oldnordisk ll og nn giver i det meste af sprogområdet de palataliserede */lʲ/ og */nʲ/, men længst i vest dog */dl/ (som i færøsk og islandsk) og /dn/. Oldnordisk -fn- (dvs. */vn/) giver */mn/ (dog */m/ finalt (i ordets slutning)) ligesom i en del vestnorske dialekter og i svensk (øvrigt norsk samt færøsk har /vn/, islandsk har /bn/).
Forandringen af oldnordisk hj, hv, hl, hr, hn synes ret mangfoldig: Hj falder ligesom i færøsk sammen med tj/kj, dog ikke som her i /tj/, men i */sj/ (norsk har her /j/, islandsk bevarer /hj/). Hv falder sammen med kv: I vest bliver begge til */hw/, i øst til */kw/ (lig færøsk, islandsk og vestnorsk, hvor produktet af sammenfaldet er /kv/); i visse ord ses dog /sw/. Hl falder sammen med l i /l/ (ligesom i norsk og færøsk; islandsk bevarer /hl/). Hr synes derimod at kunne give både */hr/ og */kr/ modsat norsk og færøsk, der har sammenfald med r i /r/ (islandsk bevarer /hr/). Hn kan tilsyneladende give både */hn/, /kn/ og undertiden */sn/ (norsk og færøsk har sammenfald med n i /n/; islandsk bevarer /hn/).
De temmelig omskiftelige reflekser af konsonantgrupper med h- kan stamme fra forskellige dialekter eller kan i nogle konsonantgrupper skyldes, at norn havde bevaret */h/, som ved sprogskiftet er blevet fortolket forskelligt (*/h, k, s/) af forskellige lavlandsskotsk-talende efterkommere.
Norn har samme sammenfald af oldnordisk þ og t i */t/ som i de øvrige nordiske sprog undtagen islandsk. Dog ses, modsat hvad der er tilfældet i færøsk, sammenfald med */d/ i en række hyppige ord ligesom i norsk og øvrigt skandinavisk.

### Vokaler
Shetlands-norn er temmelig bemærkelsesværdigt ved at have monoftongering af de oldnordiske diftonger au, ey og ei til */(j)o:/ (evt. /ø:/) hhv. /ø:/ hhv. /(j)e:/. Denne proces regnes traditionelt for "østnordisk" og adskiller sproget fra både norsk, færøsk og islandsk.
De oldnordiske lave langvokaler á, é, ó giver */å(:)/, /je(:)/, /u(:)/, mens kortvokalerne a, e, o giver */a(:)/, /e(:)/, /o(:)/. Forandringen af á ligner altså den skandinaviske forandring til å, mens forandringen af é ligner islandsk é. Dette er modsat færøsk, hvor é falder sammen med æ, og suðuroymål og skandinavisk, hvor det falder sammen med e.
Initialt (i ordets begyndelse) ses, at é giver */ja/, fx i */jag/ "jeg", en forandring, der minder om suðuroymåls /je:/ "jeg" (øvrigt færøsk: /e:/). Ligheden med "østnordiske" former med /j/- er tilfældig. (Vokalen i ek "jeg" er i øvrigt ikke lang i normaliseret oldnordisk, men er senere forlænget i dette ord).
Modsat de lave langvokaler falder de oldnordiske høje langvokaler í, ý, ú sammen med de tidligere kortvokaler i, y, u, hvilket ikke sker i færøsk og islandsk. Til gengæld sker senere et sammenfald mellem i (í) og y (ý) i */i(:)/ ligesom i færøsk og islandsk.
Oldnordisk e og æ falder sammen i */e(:)/ som (overvejende) i norsk og i suðuroymål, mens oldnordisk ø og ǿ (œ) falder sammen i */ø(:)/ som i skandinavisk og færøsk.
Fænomener som den færøske "diftongskærpning" (nydannelse af konsonanter efter diftong) er sjældne; diftonger er i det hele taget sjældne i shetlands-norn. Dog ses eksempler på nydannet /g/ efter oldnordisk ó og ú, der evt. kan have været diftonger før sammenfaldet med u. Dette forekommer også i tilfælde, hvor de oldnordiske spiranter ð og f (dvs. */v/) er faldet bort efter ó og ú. Skærpningen må altså være sket senere end bortfaldet af spiranten og må være uafhængig af den færøske diftongskærpning, der sker tidligere end bortfaldet.

## Sammenligning med andre vestnordiske sprog
Teksteksempel: Matthæusevangeliet 6:9-13 Fadervor:

### Orkney-norn (Wallace 1700)
Favor i ir i chimrie, Helleur ir i nam thite,
gilla cosdum thite cumma, veya thine mota vara gort
o yurn sinna gort i chimrie,
ga vus da on da dalight brow vora
Firgive vus sinna vora sin vee Firgive sindara mutha vus,
lyv vus ye i tumtation, min delivera vus fro olt ilt, Amen.

### Shetlands-norn (Low 1774)
Fy vor or er i Chimeri. Halaght vara nam dit.
La Konungdum din cumma. La vill din vera guerde
i vrildin sin[ ]da[ ]er[ ]i chimeri.
Gav vus dagh u dagloght brau. Forgive sindor[ ]wara
sin vi forgiva gem ao sinda gainst wus.
Lia wus ikè o vera tempa, but delivra wus fro adlu idlu.
For do i ir Kongungdum, u puri, u glori, Amen

### Norrønt
Faþer vár es ert í himenríki, verði nafn þitt hæilagt
Til kome ríke þitt, værði vili þin
sva a iarðu sem í himnum.
Gef oss í dag brauð vort dagligt
Ok fyr gefþu oss synþer órar,
sem vér fyr gefom þeim er viþ oss hafa misgert
Leiðd oss eigi í freistni, heldr leys þv oss frá öllu illu.

### Modernefærøsk
Faðir vár, tú sum ert í himlunum! Heilagt verði navn títt;
komi ríki títt, verði vilji tín
sum í himli so á jørð;
gev okkum í dag okkara dagliga breyð;
og fyrigev okkum skuldir okkara,
so sum vit fyrigeva skuldarum okkara;
og leið okkum ikki í freistingar; men frels okkum frá tí illa.
(Tí at um tit fyrigeva monnum misgerðir teirra,
so skal himmalski faðir tykkara eisini fyrigeva tykkum;
men fyrigeva tit ikki monnum,
so skal faðir tykkara ikki heldur fyrigeva misgerðir tykkara.)
Amen!

### Moderneislandsk
Faðir vor, þú sem ert á himnum. Helgist þitt nafn,
til komi þitt ríki, verði þinn vilji,
svo á jörðu sem á himni.
Gef oss í dag vort daglegt brauð. Fyrirgef oss vorar skuldir,
svo sem vér og fyrirgefum vorum skuldunautum.
Og eigi leið þú oss í freistni, heldur frelsa oss frá illu.
Því að þitt er ríkið, mátturinn og dýrðin að eilífu, amen.